# Pinuccio Sciola
Pinuccio Sciola (San Sperate, 15 maart 1942 - Cagliari, 13 mei 2016) was een Italiaanse beeldhouwer en muralist.

## Leven en werk
Sciola werd geboren in San Sperate op het eiland Sardinië. Als student ontwikkelde hij zich als autodidact tot kunstenaar en hij kreeg, dankzij deelname aan een competitie van de warenhuisketen Rinascente, in 1959 een studiebeurs voor de kunstacademie in de Sardijnse hoofdstad Cagliari, waar hij tot 1964 studeerde. In de jaren 1961 en 1962 maakte hij een culturele reis langs onder andere Rome, Florence, Venetië, Ravenna en Napels. In 1964 nam hij deel aan de zomeracademie voor beeldhouwkunst in Salzburg. Hij sloot zijn opleiding van 1964 tot 1965 af als Magistero d'arte aan de pedagogische hogeschool in Florence. Hij kreeg in 1967 een stipendium voor een studieverblijf in Spanje, waarmee hij een jaar studeerde aan de Universidad Complutense de Madrid, Campus de Moncloa in Madrid en in 1986 voor een verblijf in Parijs.
In 1976 nam hij namens Italië deel aan de Biënnale van Venetië en in 1983 stelde hij werk tentoon tijdens het internationale Festival dei Due Mundi in Spoleto.
De kunstenaar woont en werkt sinds 1978 in zijn atelier in San Sperate. Vanaf 1968 maakt hij in San Sperate, hierbij ondersteund door andere kunstenaars, muurschilderingen. De UNESCO inviteerde hem in 1973 voor een studie in Mexico, waar hij onder anderen de Mexicaanse muralist David Alfaro Siqueiros ontmoette. Hij dankt zijn bekendheid mede aan de Pietra musicale (klankstenen), waarmee hij in de hele wereld exposeert.
Sciola doceerde van 1990 tot 1996 beeldhouwkunst aan de kunstacademie van Sassari.

## Werken (selectie)
- Sciola-Stein (1979) - Trachiet, Kirchheimer Kunstweg in Kirchheim unter Teck
- Pietre in Olanda (1983) - Park Presikhaaf in Arnhem
- Uccello di pietra (1985) - Trachiet, Beeldenpark van het Lehmbruck-Museum in Duisburg
- Tür aus Stein (1986), Skulpturenpark Schloss Morsbroich in Leverkusen
- Pietra musicale (2002), Auditorium Parco della Musica in Rome
- Sculptuur (2003), Basiliek van Assisi
- Pietre Sonore[2], Parco di Monte Claro in Cagliari
- Les feuilles mortes (2004), Parc de Luxembourg in Parijs - enkele werken bevinden zich thans in de Jardin en hommage à Jacques Prévert in Saint-Germain-des-Vaux en twee andere werken op de begraafplaats van Omonville-la-Petite in het departement Manche, waar Prévert werd begraven.

## Fotogalerij

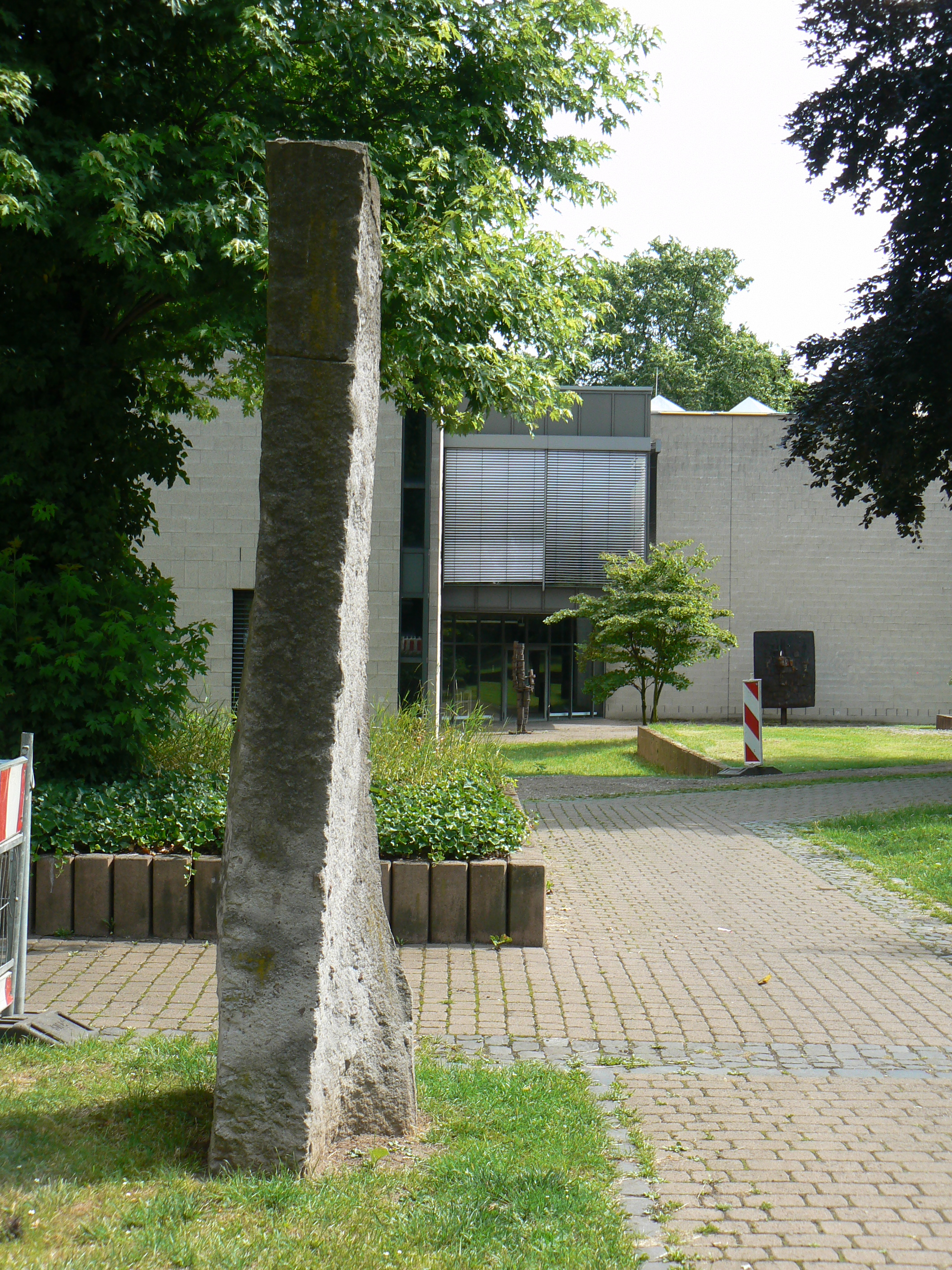
Uccello di pietra (1985), Duisburg
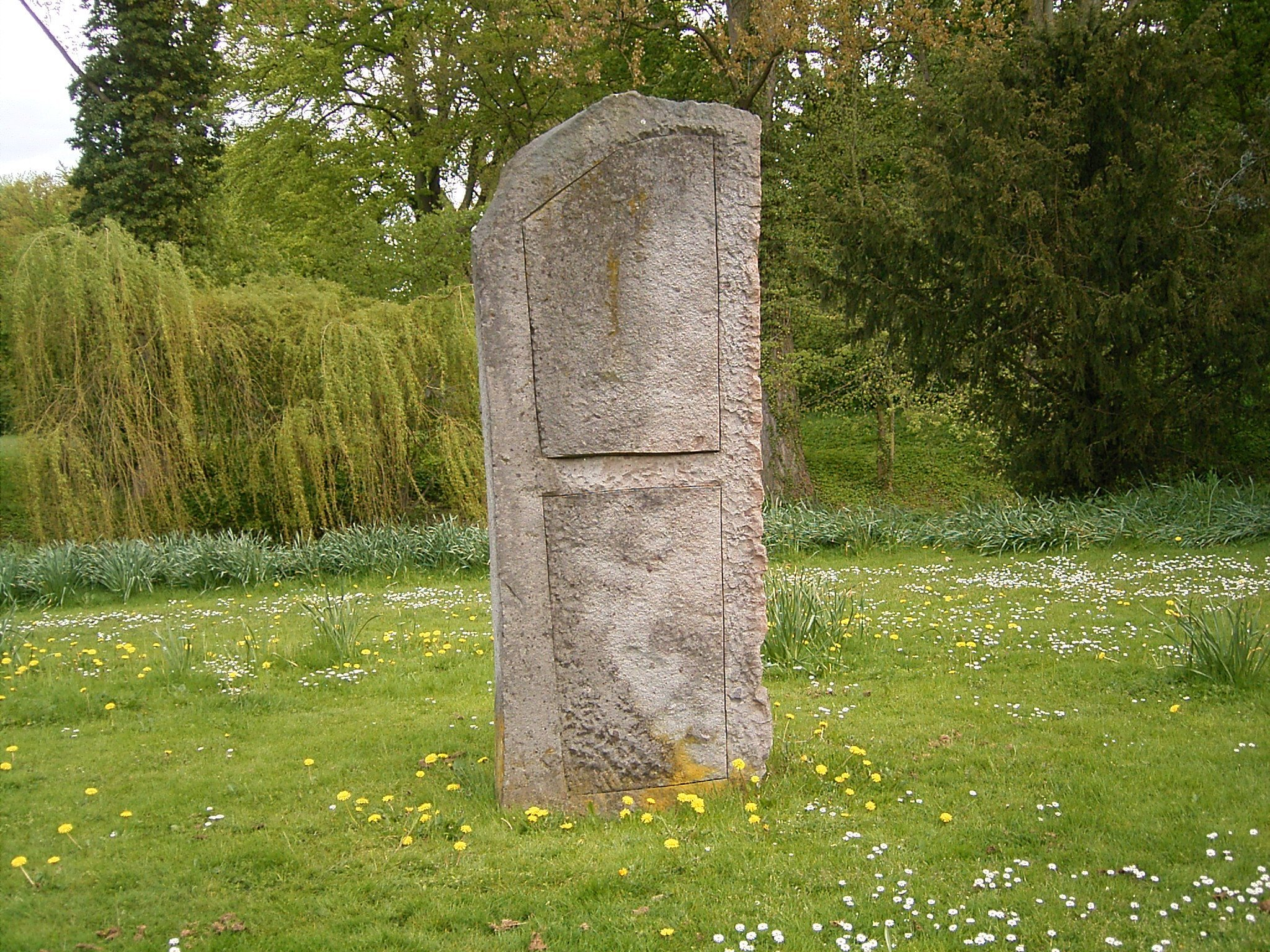
Tur aus Stein (1986), Leverkusen